# Tainia purpureifolia
Tainia purpureifolia är en orkidéart som beskrevs av Cedric Errol Carr. Tainia purpureifolia ingår i släktet Tainia och familjen orkidéer. Inga underarter finns listade i Catalogue of Life.